# Commerce intégré
Le Commerce intégré est, aux côtés du Commerce indépendant et du Commerce associé, l'une des formes de l'exercice de l'activité commerciale.
Il se subdivise en « mode succursaliste » ou en « mode coopératif ».

## Caractéristiques du Commerce Intégré
- En mode succursaliste, (voir article succursalisme) l'organisation de distribution intègre :
  - la fonction de gros par l'intermédiaire d'une centrale d'achat ;
  - la fonction de personnel par des points de vente, par exemple Carrefour, Casino, Castorama.

## Inconvénients
- Le statut salarié des dirigeants peut constituer un facteur de motivation moindre que celui attribué au statut de commerçant indépendant.
- Le partage des compétences entre l'échelon central de l'enseigne et celui du magasin peut donner lieu à des frictions et/ou restreindre la liberté d'action des magasins.